# Задонск
Задонск (рус. Задонск) град је у Русији у Липецкој области. Према попису становништва из 2010. у граду је живело 9698 становника.

## Становништво
| 1939. | 1959. | 1970. | 1979.  | 1989.  | 2002.  | 2010. |
| ----- | ----- | ----- | ------ | ------ | ------ | ----- |
| 6.900 | 8.120 | 9.246 | 10.331 | 11.186 | 10.473 | 9.698 |